# Selburos

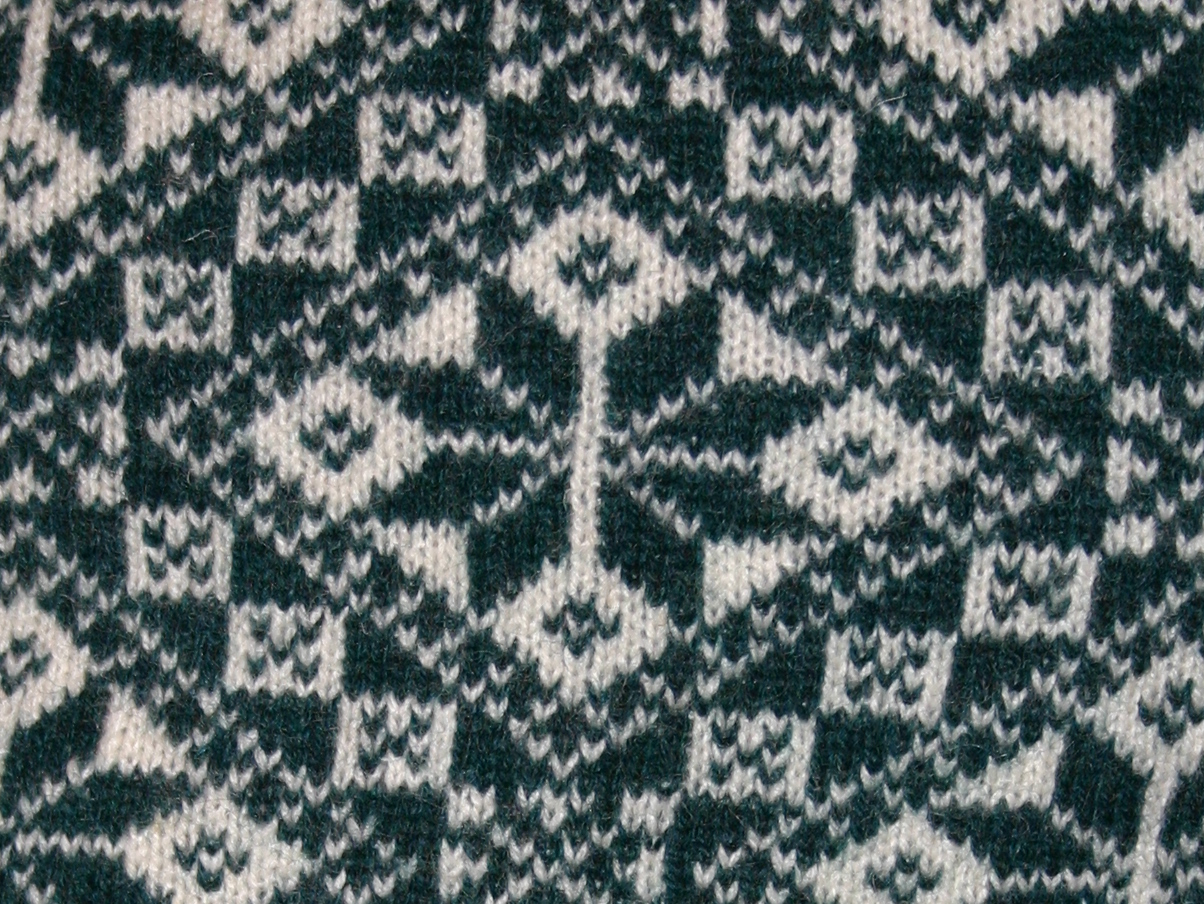
Stickad selburos

Vantar från Selbu, med och utan mönster med selburosor

Selburos, också benämnd åttabladsstjärna, är ett vanligt mönsterelement i den norska stickningstradition, som utvecklades i kommunen Selbu i Trøndelag, framför allt på vantar, från andra hälften av 1800-talet. Stickningsmönstret "Selburosen" är uppbyggt av en eller flera ”selburosor”, kransformade rosetter eller stjärnor som består av åtta parallellogram, formade som spetsiga blad till en regelbunden polygon (oktagram). Det - och andra selbumönster - stickas i olika färgkombinationer, men de ursprungliga, och fortfarande vanligaste, är i svart på vit botten. Förutom "Selburosen" sker selbustickning i ett stort antal mer eller mindre liknande mönster.
De åttabladiga rosorna - eller åttauddiga stjärnorna - är ett enkelt mönster och mycket spritt runt om i världen. Genom sin geometriska struktur är det särskilt populärt som textilmönster. I Norden förekommer det flitigt, bland annat på specifikt stickade ylletyger. Den påträffas bland annat på Stickade 1800-talströjor i Dalarna och Hälsingland, den förekommer även på halländsk Binge där den kallas "stjärna". Selburosen har alltså haft gott om förebilder i nordisk stickning då den kopierades till ylleprodukter som vantar, luvor, tröjor, halsdukar och strumpor från Selbu kommun i Trøndelag nära Trondheim. 
Den regelbundna stjärnformade oktagonen är också en vanlig symbol i Lettland och Estland, där den till exempel används som motiv i några kommunvapen.

## Ursprung som stickningsmönster i Norge
Som ursprung till selburosens popularitet anses vara Marit Guldsetbrua  Emstad (1841-1929) i Selbu. Hon lär som säterjänta gjort sig känd i bygden med svart-vita mönster på vantar vid 16 års ålder och inspirerat andra. Omkring 1897 började hon avsätta vantar med selburosor på ovansidan genom Husflidslag i Trondheim, motsvarigheten till Hemslöjden i Sverige. Husfliden öppnade 1910 sin första avdelning i Trondheim, varifrån mönstret spred sig. Selbu husflidsentral inrättades 1934, och hemstickning av speciellt vantar utvecklade sig under 1930-talet till en betydande näring i kommunen, och spred produkter med selburosor över landet. Tusentals kvinnor i Selbu stickade uppemot 100.000 par vantar årligen i denna hemindustri. Andra mönsterelement än selburosen var personer, djur och växter.

## Bildgalleri

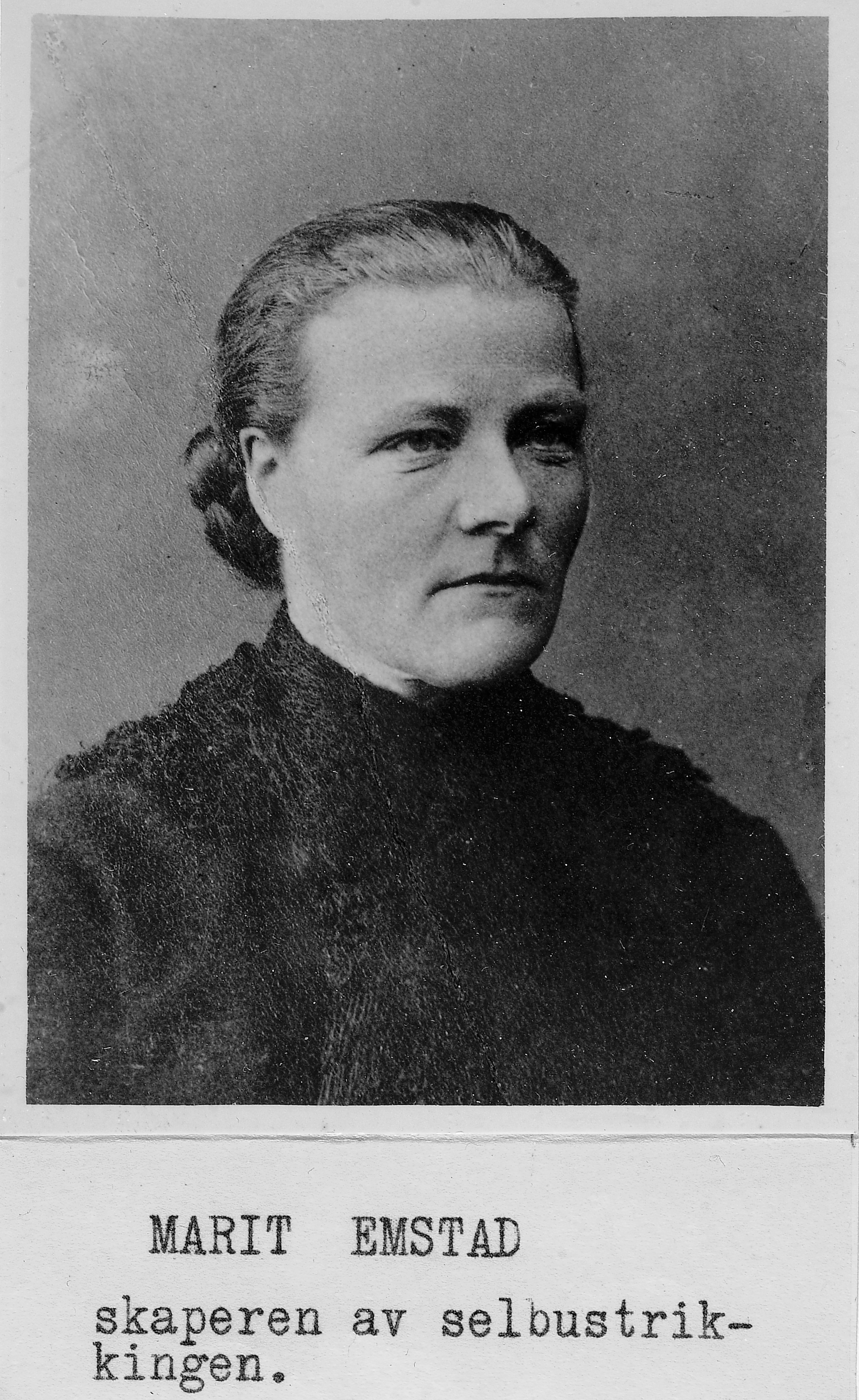
Marit Guldsetbrua Emstad
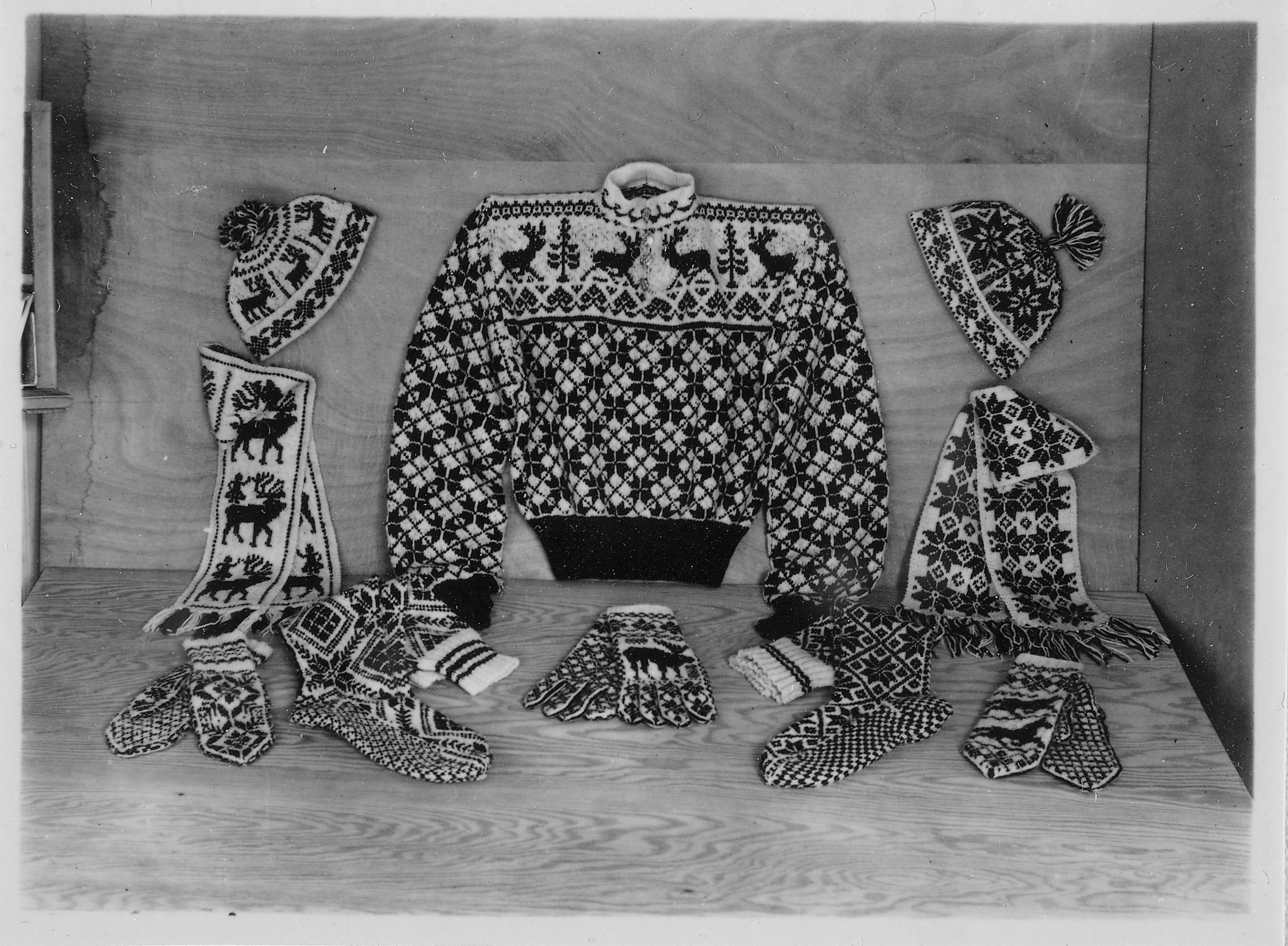
Urval av Selbustickningar, 1944
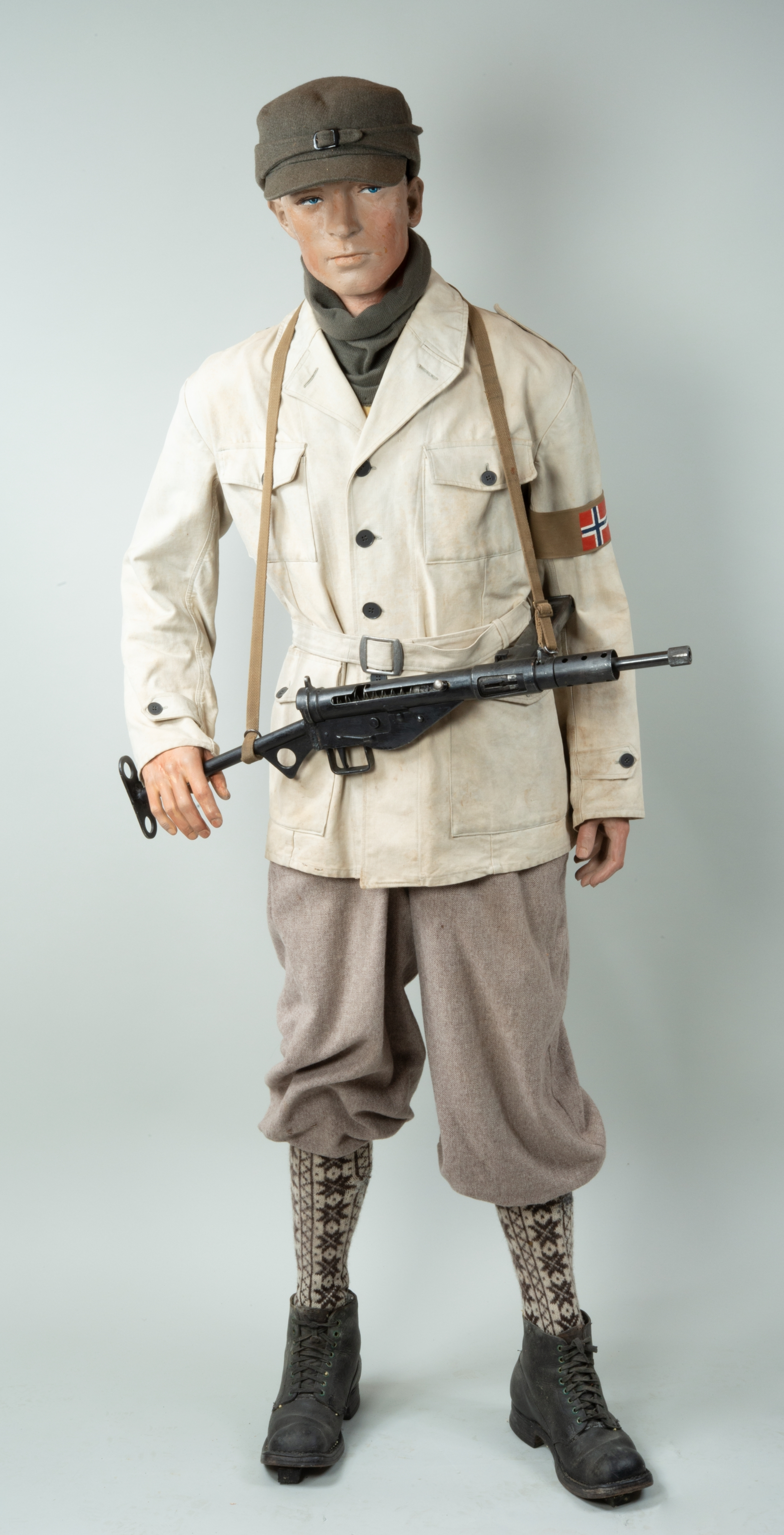
Milorgsoldat under andra världskriget i bland annat selbustrumpor
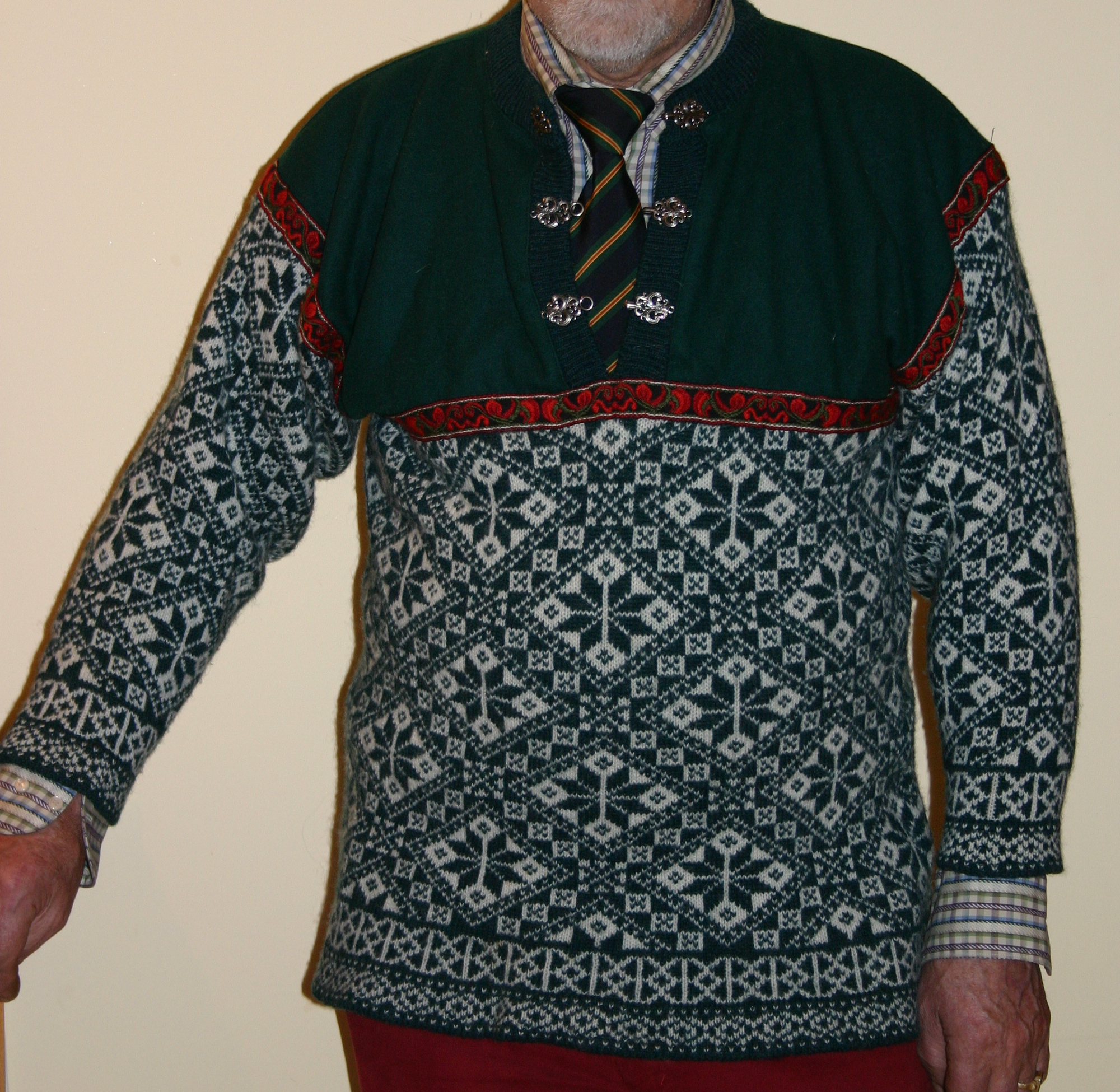
Lusekofta
Selbus kommunvapen
Gamla kommunvapnet för Parikkala i Södra Karelen
Kommunvapnet för Ulvik i Norge
Kommunvapnet för Haljala i Estland
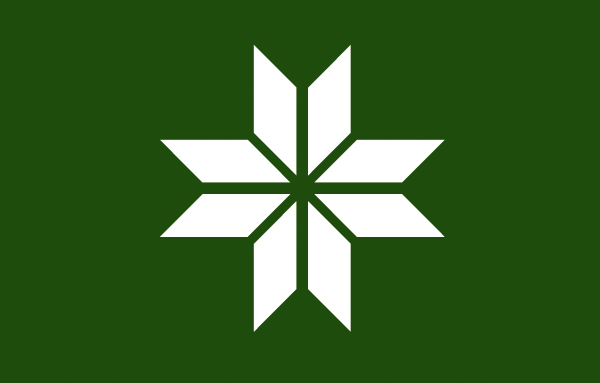
Estländska Võros flagga
Ishtar-stjärna